# Moog Liberation

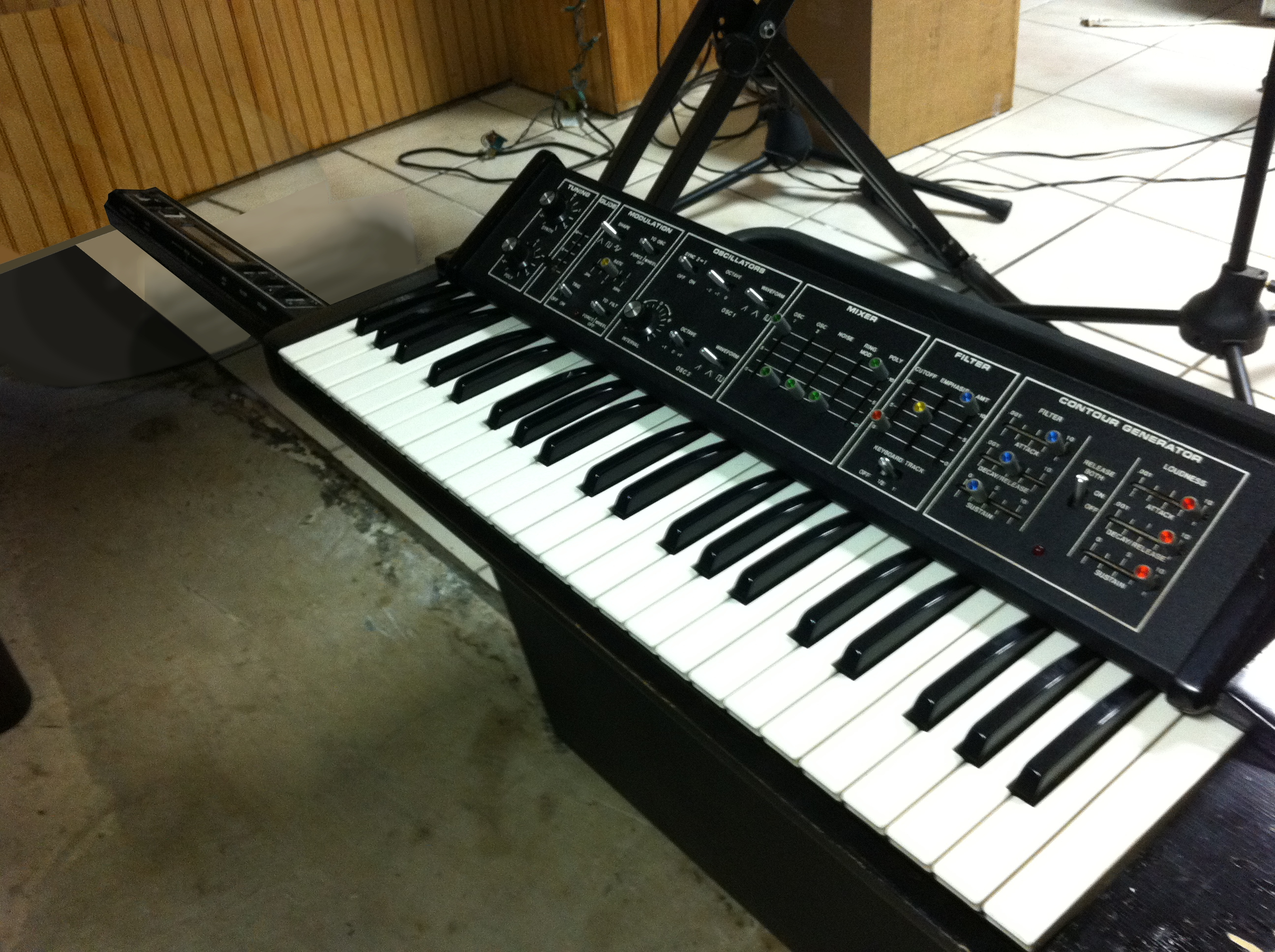
Moog Liberation

Der Moog Liberation ist der erste in Serie hergestellte analoge Synthesizer zum Umhängen (Keytar). Der Prototyp wurde im Januar 1980 auf der NAMM in Anaheim vorgestellt und ging noch im gleichen Jahr in die Serienproduktion bis ca. 1984.
Er besteht zum einen aus einem monophonen Synthesizerteil und zum anderen aus einem polyphonen Teil, der nur eine Rechteckwellenform produzieren konnte. Die Tastatur umfasst 44 Tasten von F bis C, sie verfügt über eine Art Aftertouch, bei dem eine unter der Tastatur angebrachte gefederte Schiene zusätzlich, nach dem eigentlichen Anschlagen der Taste, nach unten gedrückt werden kann, um dadurch als weiteres „Modulationsrad“ zu dienen. Der „Gitarrenhals“ beinhaltet daneben die eigentlichen klassischen Spielhilfen wie Modulationsräder und Pitch-Bender.

## Aufbau

### Oszillatoren

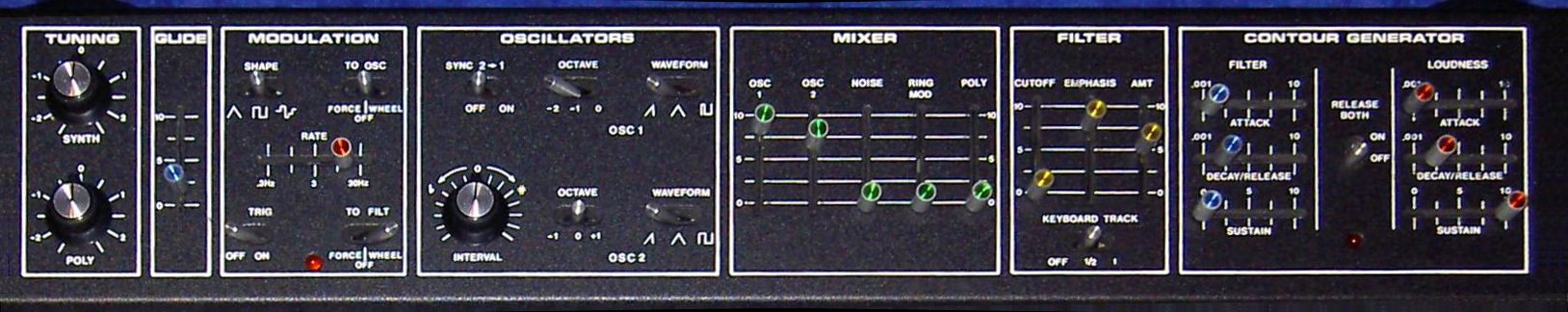
Controlpanel

Derer 2 mit den Wellenformen Sägezahn, Dreieck (bei beiden OSCs) und Pulswelle (Pulsweite 10 %) bei OSC1 bzw. Rechteck bei OSC2. Die Tonhöhe kann bei OSC1 auf 32’, 16’ und 8’ bei OSC2 auf 16’, 8’ und 4’ eingestellt werden. Oszillator-Synchronisation ist ebenfalls vorhanden, auch kann OSC2 gegenüber OSC1 feinverstimmt werden (etwas mehr als die Quinte).

### Filter
Nur 1 Filtertyp, nämlich der 24dB – Oktave Moog Tiefpassfilter, mit den Reglermöglichkeiten „Cutoff“, „Emphasis“ (Resonanz) und „Filter amount“. Keyboardtracking ist ebenfalls in den 3 Stufen „off“, „½“ und „1“ möglich.

### Hüllkurven
Derer 2, davon eine Filterhüllkurve und eine Lautstärkehüllkurve beide mit „Attack“, „Decay/Release“ und „Sustain“ Reglern, wobei der Release für beide Kurven separat hinzugeschaltet werden kann und dann den Wert des Decays übernimmt.

### Mixer
Hier können nicht nur die beiden Oszillatoren und die Polyphonie, sondern auch das rosa Rauschen und die Ringmodulation gemischt werden.

### Modulation
1 LFO mit den Wellenformen Dreieck, Rechteck und Sample + Hold. Die Geschwindigkeit reicht von 0,3 bis 30 Hz. Er kann auf Filter und den Pitch der OSC1 + 2 (nicht aber auf den der Polysektion) angewendet werden. Der LFO kann zusätzlich die Hüllkurve triggern.

## Spielhilfen im „Gitarrenhals“

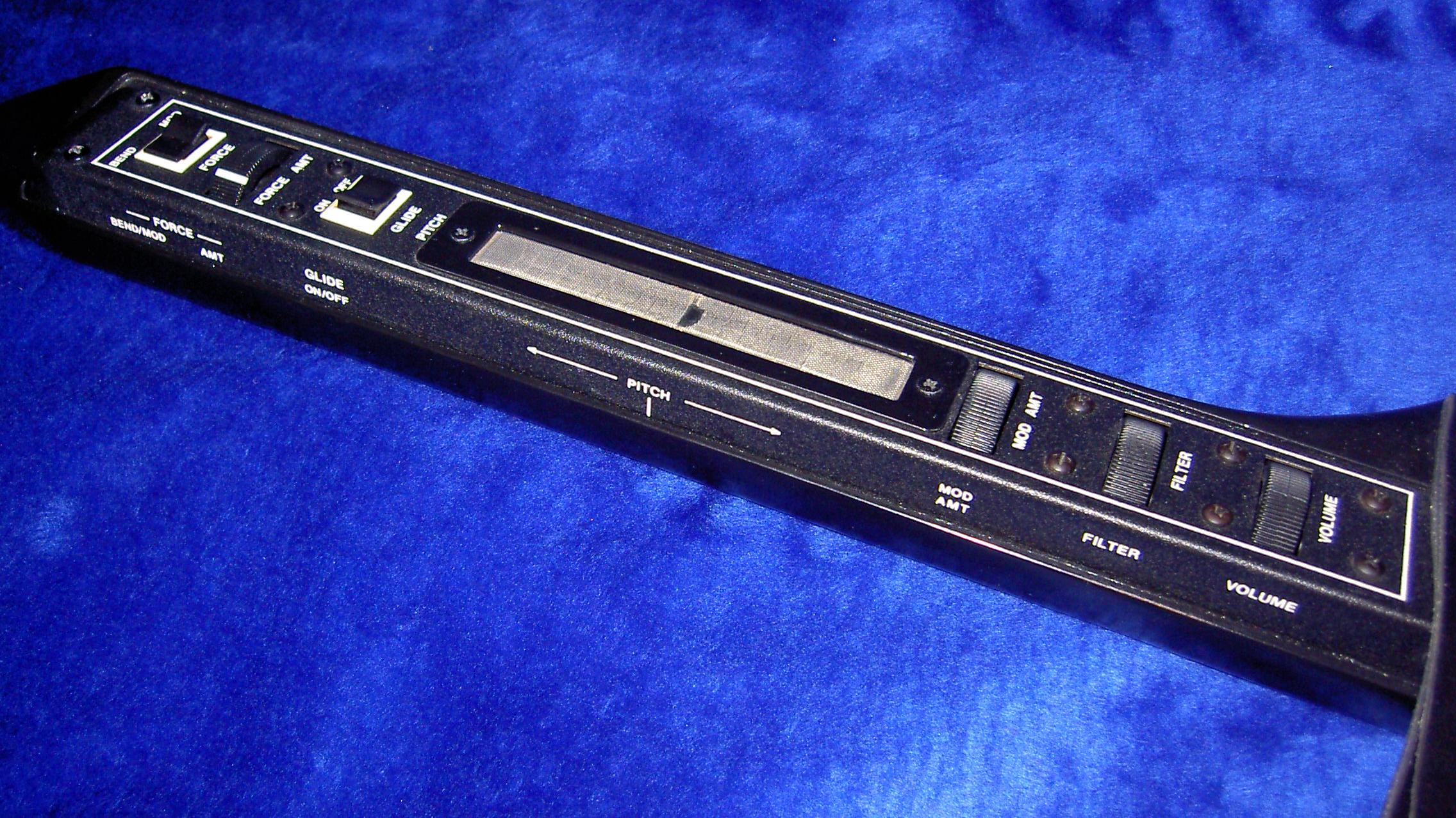
„Gitarrenhals“

- „Pitchribboncontroller“ mit einem Tonumfang von mehr als 5 Halbtönen in beide Richtungen
- „Lautstärke-Rad“ zur Regelung der Lautstärke
- „Filter-Rad“ dieses ist gefedert (lässt das Rad nach dem Loslassen zur Nullstellung zurück schnellen) und besitzt als Funktion logischerweise das Öffnen und Schließen des Filters
- „Modulations-Rad“ zur Regelung der Modulationsstärke durch den LFO
- „Glide On/Off Schalter“ zum Ein und Ausschalten der Glidefunktion, deren Dauer ebenfalls einstellbar ist
- „Force-Rad“ zur Regelung der Modulationsstärke durch den Aftertouch
- „Bend/Mod Schalter“ zum Wählen der Funktion des Aftertouchs

## Aftertouch
Dieser kann zum einen als „Modulationsrad“ für den LFO verwendet werden (Mod) oder auch als eine auf Druckstärke reagierende Modulation, soll heißen je stärker der Druck desto stärker der modulierte Effekt (Bend). Es lassen sich Pitch, Filter und der Hard-Sync mit Hilfe des Aftertouchs beeinflussen.

## Polyphonie
Die Polyphone-Sektion des Liberation wird mit Hilfe der Frequenzteilungstechnik erreicht. Es steht hierfür jedoch nur eine einzige Wellenform zur Verfügung, die Rechteckwelle. Sie wird im Mixer hinzugemischt und durchläuft dann nur noch den Filter und die Hüllkurven. Sie ist nicht mit dem Pitchbend modulierbar, dafür ist die Stimmenanzahl jedoch unbegrenzt.

## Besonderheiten
- Der Liberation besteht im Wesentlichen aus 2 Teilen, dem Instrument selbst und dem „Power Supply Interface“, beide durch ein 12 m langes 6-poliges XLR-Kabel verbunden. Im Interface sind die Stromversorgung und die externen Kontrollausgänge untergebracht.

- Der Liberation konnte wahlweise in Schwarz, Rot oder Weiß bestellt werden, zudem gab es die Option ob man ihn mit Pitchribboncontroller oder Pitchrad haben wollte (Tom Coster bevorzugte z. B. das Rad).

- Nach dem Einschalten benötigt der Liberation ca. 10 Minuten, bis die Oszillatoren auf die richtige Temperatur gebracht und damit stimmstabil sind.

- Einer der wenigen Moogs mit Ringmodulation, von den kleinen hatte nur noch der Concertmate-MG1 einen Ringmodulator.

## Maße und Gewichte
- Instrument

Höhe 13,6 cm; Breite 32,7 cm; Länge 118,8 cm; Gewicht 6,35 kg
- Power Supply Interface

Höhe 9,2 cm; Breite 20,3 cm; Länge 48,2 cm; Gewicht 3,18 kg

## Bekannte Benutzer
- 808 State
- Maurizio Lobina – Bloom 06
- Bobby Brown
- Chrome
- Devo
- Geoff Downes
- Herbie Hancock
- Chris Jasper – Isley Jasper Isley / The Isley Brothers
- Jan Hammer
- Jean Michel Jarre
- Karat
- Saga
- Tom Coster – Santana
- Didier Marouani – Space
- Michael Busse – Spider Murphy Gang
- Stereolab
- The Moog Cookbook
- Danny Peyronel – UFO